# Lako oklopno vozilo
Lako oklopno vozilo (LOV) ime je za porodicu oklopnih vozila koje je razvila hrvatska tvrtka Torpedo iz Rijeke. Početak razvoja je započet za vrijeme Domovinskog rata 1992., dok su prvi primjerci sišli s proizvodne trake 1993. Nasljednik LOV T1 vozila je trebao biti LOV T2, koji iz financijskih razloga nikada nije ušao u serijsku proizvodnju.

## Značajke
Značajke ovog vozila bile su skromne: korištena je šasija već postojećeg kamiona Torpedo HV 4x4 TK-130 T-7 (pogon na sva četiri kotača) dok ga je pokretao turbo dizel motor Torpedo BT6L 912S (snaga 97 kW) koji je bio smješten u prednjem dijelu vozila. Imao je mogućnost prijevoza 8 vojnika pod punom ratnom spremom (ili 2 tone tereta). Nedostatak LOV oklopnog vozila je ta što nema amfibijske mogućnosti. Oklopna zaštitu sačinjavale su zavarene čelične ploče koje su štitile od pancirnih metaka kalibra 7,62 mm ispaljenih s 30 metara, te krhotina granata. Naoružanje je sačinjavao jedan mitraljez Browning M2HB (12,7 mm), dok je svaki prevoženi vojnik imao mogućnost otvaranje vatre kroz vlastitu puškarnicu na boku vozila (4 na svakom boku).
Browning M2HB je smješten u kupoli koja vojniku koji cilja pruža samo djelomičnu zaštitu. U borbenom kompletu se nalazi ukupno 250 metaka a osam bacača dimnih kutija kalibra 82 mm omogućuju maskiranje.
U standardnu opremu vozila spada sistem za provjetrivanje i zagrijavanje, vitlo nosivosti 50 kN sa sajlom debljine 10 mm i dužine 38 m, sustav za internu komunikaciju i radio-uređaj TRC-20H, a opcionalna je moguća ugradnja sistema za klimatizaciju, sistema za NHB zaštitu i pomoćnog agregata za napajanje električnom energijom.

## Inačice
- LOV-IZV - Izviđačka verzija s dodatnim naoružanjem (osmocjijevni lanser raketa 60 mm Obad i teška snajperska puška RT-20) s dodatnim radio-uređajem i telefonom.[1]

- LOV-Z - Zapovijedno vozilo sa šesteročlanom posadom, dodatnim radio-uređajem, telefonom, sistemom za klimatizaciju, zvučnom izolacijom prostora za posadu i pomoćnim agregatom snage 2,5 kW. Ova varijanta nema ugrađeno naoružanje.[1]

- LOV-ABK - Vozilo za NKB izviđanje opremljeno sistemom za kolektivnu NKB zaštitu posade, instrumentima za detekciju zračenje i bojnih otrova, meteorološkim senzorima. Ugrađen je pomoćni agregat snage 2,5 kW, posada broji šest članova, a vozilo nema ugrađeno naoružanje.[1]

- LOV-RAK 24/128 mm - Samohodni višecijevni bacač raketa 128 mm. Na zadnji dio tijela vozila postavljen je 24-cijevni lanser. Maksimalni domet sa standardnom raketom M91 je 8550 m, a s raketom M93 13500 m. U borbenom kompletu se nalazi 48 projektila.[1]

- LOV-UP1 - Varijanta za topničko izviđanje. Sistem senzora (LLLTV kamera, termovizija, laserski daljinomer, a opcionalno i radar) postavljen je na platformu koja se podiže na visinu od 9 m iznad tla. Vozilo ima sistem za satelitsku navigaciju (GPS), digitalnu mapu i opremu za obradu i prijenos podataka. Ova verzija nije uvedena u serijsku proizvodnju.[1]

- LOV-UP2 - Zapovijedno vozilo topništva, opremljeno uređajima za prijem, obradu i prikazivanje podataka.[1]

- LOV-ED - Verzija za elektronsko izviđanje i protu-elektronsku borbu.[1]